# Grigori Potanin
Grigori Nikoláievich Potanin (en ruso: Григорий Николаевич Потанин, romanizado: Grigorij Nikolajevič Potanin; Fortaleza Yamyshevskaya, óblast de Omsk, 4 de octubre de 1835 - Tomsk, 6 de junio de 1920) fue un naturalista, geólogo, periodista, político, y explorador ruso. Miembro de la Sociedad Geográfica Rusa. Fue uno de los fundadores e ideólogo del Regionalismo siberiano.
Nacido en una familia de cosacos de Siberia, Potanin ingresó en el Cuerpo de Cadetes de Siberia en Omsk, una escuela militar para niños de familias ricas. Graduado, inicialmente fue estacionado en Siberia sirviendo en divisiones de cosacos en Altái en los 1850s. Retornó a San Petersburgo en 1858 para estudiar física matemática. Pero fue arrestado por participar en manifestaciones estudiantiles en 1861, y expulsado de la Universidad de San Petersburgo. Arrestado tres meses en la Fortaleza de San Pedro y San Pablo, retornó a Siberia.
Realizó extensas expediciones botánicas por Asia Interior, participando en movimiento de Regionalismo siberiano.
Potanin estudió en la Universidad de San Petersburgo, en la que luego, en 1826, fue docente de química inorgánica.

## Honores
- Miembro honorario de la Academia Imperial de las Ciencias
- Ciudadano honorario de la ciudad de Tomsk. A principios del siglo XX Grigori Potanin abogó por la creación de la Duma Regional de Siberia, y en 1918 se convirtió en su consultor. Ese mismo año fue nombrado ciudadano honorario de Siberia

### Eponimia
- Calle Potáninskaya, en Novosibirsk, Rusia
- Biblioteca Botánica Potáninskaya en Novosibirsk
- Asteroide (9915) Potanin
- Glaciar de Potanin, Mongolia

Género
- (Rosaceae) Potaninia Maxim.[4]

Especies
- (Scrophulariaceae) Scrophularia potaninii Ivanina[5]

- (Solanaceae) Lycium potaninii Pojark.[6]

- (Symplocaceae) Symplocos potaninii Gontsch.[7]

- (Trapaceae) Trapa potaninii V.N.Vassil.[8]

- (Valerianaceae) Valeriana potaninii Sumnev.[9]

- (Vitaceae) Vitis potaninii Maxim.[10]

- La abreviatura «Potanin» se emplea para indicar a Grigori Potanin como autoridad en la descripción y clasificación científica de los vegetales.[11]